# Německo na Zimních olympijských hrách 1928
Německo na Zimních olympijských hrách v roce 1928 reprezentovala výprava 44 sportovců (39 mužů a 5 žen) v 7 sportech.

## Medailisté
| Medaile | Jméno                                                              | Sport | Soutěž  |
| ------- | ------------------------------------------------------------------ | ----- | ------- |
| Bronz   | Hanns Kilian Valentin Krempl Hans Hess Sebastian Huber Hanns Nägle | Boby  | Pětibob |